# الخطوط الجوية الأمريكية الرحلة 157
حادث طائرة أمريكان ايرلاينز رحلة 157 وهي من نوع دي سي-6، كانت في رحلة بتاريخ 29 نوفمبر 1949 من مدينة نيويورك متجهة إلى مكسيكو وعلى متنها 41 راكب مع الطاقم الطائر، وبعد حدوث خلل بإحدى المحركات خلال الرحلة وما تبعها من اخطاء من طاقم الرحلة، جعلت الطيار يفقد السيطرة على الطائرة عند المرحلة الأخيرة من الهبوط بمطار دلاس بتكساس. فالطائرة انزلقت بمدرج المطار واصطدمت بطائرة كانت متوقفة وحظيرة طائرات وبمدرسة طيران. وقد قتل جراء الحادث 26 راكب واثنان من المضيفين. ونجا الطيار ومساعده والمهندس الجوي مع 15 من الركاب.

## تاريخ الرحلة
تحمل تلك الطائرة رقم تعريف (N90728) وهي من نوع DC-6 وتابعة لشركة أميريكان ايرلاينز وقد أقلعت من مطار لاجوارديا بنيويورك ومتجهة إلى مكسيكو المكسيكية وتتوقف عند بعض المحطات كمطار واشنطن الوطني ومطار دلاس. وقبل اقلاعها من مطار واشنطن كانت تحمل 41 راكب و5 من الطاقم. وقد سارت الرحلة بشكل طبيعي حتى بدأت النيران تظهر بالمحرك رقم 1 وانتشرت بقوة وذلك بالقرب من مدينة ناشفيل، تينيسي. مما حدا بالطيار بإغلاق المحرك الأول وتشغيل مراوحها وقرر إكمال الرحلة إلى دلاس وابلغ الركاب بأن الطائرة سوف تتغير عند الوصول لمطار دلاس. وقد كان غلق المحركات البستون عند حدوث خلل يصيبها هو شيء اعتيادي بأربعينات القرن الماضي.

## الحادث
في الساعة 5:25 صباحا عند وصول الرحلة لمطار دلاس، أبلغ الطيار برج المطار بأنهم يطيرون بثلاث محركات. فأعطي لهم الأولوية بالهبوط الساعة 5:36 وكان الطقس صحوا ومدى الرؤية 2.4 كم (1.5 ميل) ولايوجد أي طائرة أخرى بالمجال الجوي بتلك اللحظة. فعند الساعة 5:45 عملت الطائرة التفاف جهة اليمين على المدرج ولكن الطائرة انحرفت قليلا جهة اليسار عن خط سير المدرج. ولكن الطائرة اهتزت بشكل قوي وانهارت سرعتها الجوية فوقع جناحها الأيسر بحدة وبدات الطائرة الانحراف جهة اليسار. وقد لاحظ مهندس الطيران بأن مؤشر الوقود للمحرك الرابع لايعطي أي إشارة بوجود وقود مما حدا بالطيار بأن يعطيها أقصى دفع له ويطلب من المهندس بتشغيل مضخة الاحتياطية لوقود المحرك الرابع لزيادة دفع الوقود لنفس المحرك بالحالات الاضطرارية. حاول الطيار رفع الجنيح الأيمن أعلى مايمكن بالمحاولة للتعويض عن الجناح الأيسر المكسور، وطلب من مساعده برفع القلابات وإطارات الهبوط، في محاولة بالدوران حول المطار وعمل هبوط آخر وهو مايسمى بعرف الطيران (go-around) أو محاولة الهبوط مرة أخرى عند فشل تلك المحاولة، ولكن المساعد لم يفعل خوفا من حصول انهيار سريع للطائرة. وقد انتبه المساعد لاحقا بأن ضغط الوقود للمحرك 4 هو صفر وأن سرعتها تنهار مما حدا تشغيل المراوح للمساعدة برفع الطائرة للأعلى. ولكن بوجود قلابات منخفضة ومحركين لايعملان فمن الاستحالة لطائرة مثل دي سي 6 زيادة سرعتها للوصول إلى مرحلة تمكنها من الإقلاع مرة أخرى. وكمحاولة أخيرة رفع الطيار مقدمة الطائرة للطيران للأعلى ولكن الطائرة انهارت ونزل الذيل على المدرج أولا.
انحرفت الطائرة يسار المدرج واثبة بالهواء واصطدمت بطائرة متوقفة فاشتعلت بها النيران. أما جناحها الأيسر فارتطم بسقف لحظيرة طائرات مسببا بسقوط السقف جزئيا واشتعال النيران به، أما الجناح الأيمن فقذف على مدرسة للطيران ثم ارتطمت الطائرة بعد ذلك بالأرض متحولة إلى قطع متناثرة منحرفة جانبيا وتوقفت بعد أن حرثت الأرض داخل مبنى لشركة أمريكية.

## روابط خارجية
- Report from the Civil Aeronautics Board - PDF
- Partial Aircraft Accident Report for Flight 157 from the Department of Transport's Special Collections
- تفاصيل الحدث  في شبكة سلامة الطيران
- Brief article on the crash from Time magazine archives.
- Life magazine pictorial of Joe Smith, 29-year-old veteran who died in the crash